# دي سي دوري الحيوانات الخارقة
DC دوري الحيوانات الخارقة (بالإنجليزية: DC League of Super-Pets)‏ هو فيلم رسوم متحركة ثلاثي الأبعاد قادم من بطولة دوين جونسون، كيفن هارت، كيت مكينون، جون كراسينسكي، فانيسا باير، ناتاشا ليون، دييغو لونا وكيانو ريفز. من المقرر عرض الفيلم في 20 مايو 2022.